# Animator (festiwal)

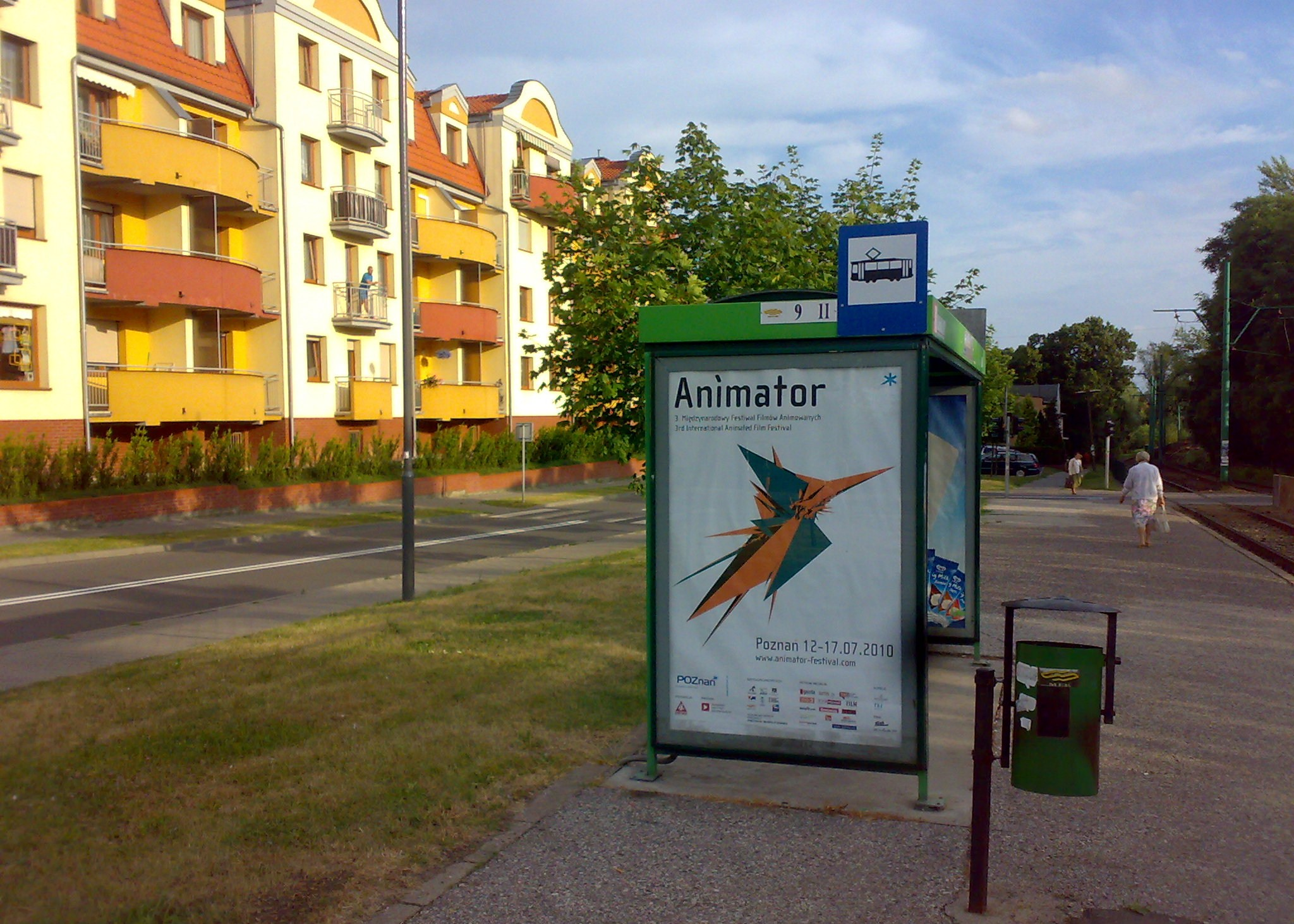
Poznań podczas festiwalu w 2010 (Winiary)

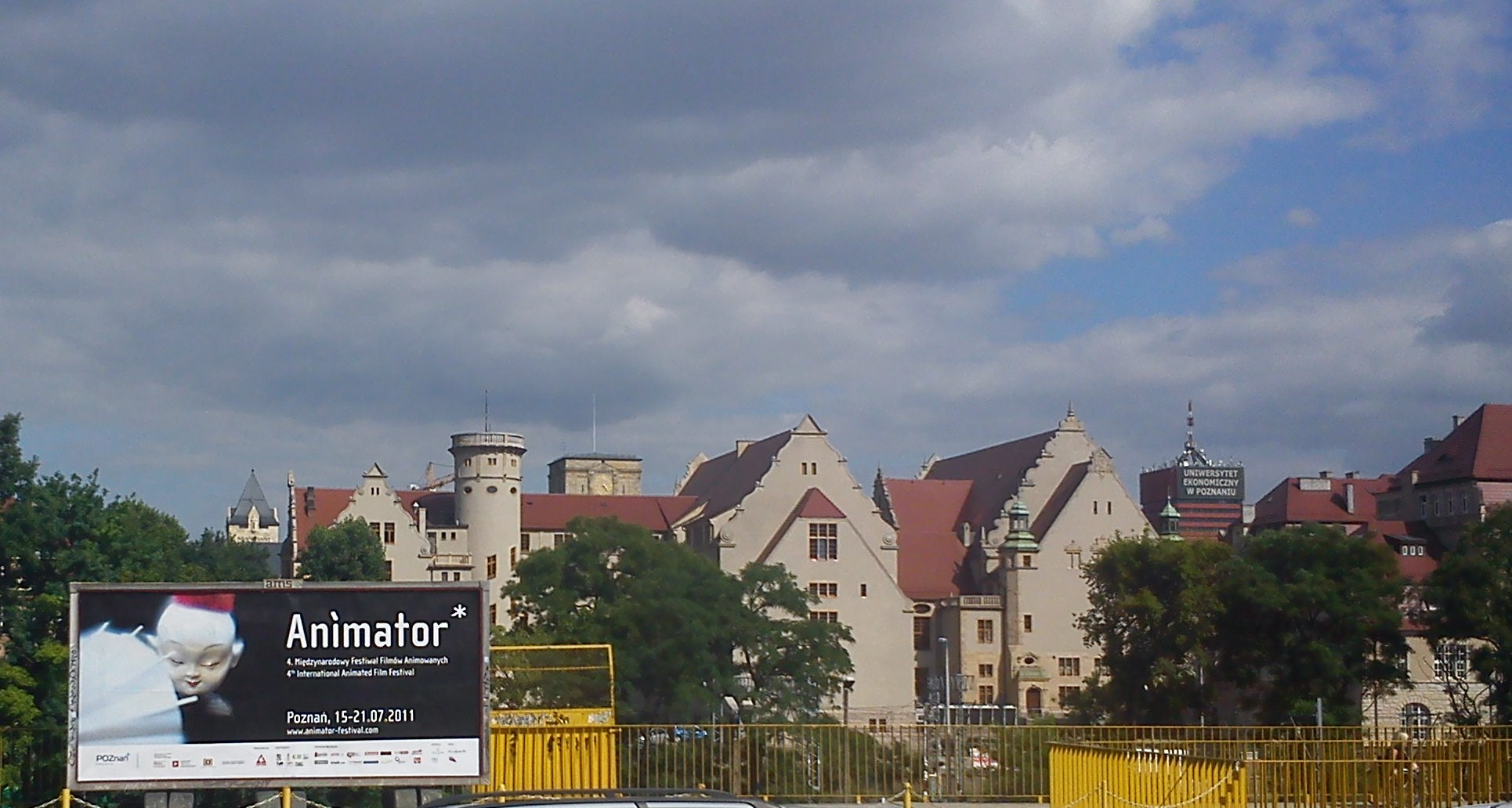
Poznań przed festiwalem w 2011 (Collegium Minus)

MFFA Animator (Międzynarodowy Festiwal Filmów Animowanych Animator) – największy w Polsce festiwal filmu animowanego, odbywający się w lipcu w Poznaniu.
Pierwsza edycja odbyła się w 2008 roku i stanowiła kulminację obchodów 60-lecia Polskiej Animacji.
Od 2017 roku Animator jest festiwalem kwalifikującym do nominacji Oscarowych® (Nagród Amerykańskiej Akademii Sztuki i Wiedzy Filmowej – Academy Awards).
Mecenasem festiwalu jest miasto Poznań.

## Tematyka festiwalu
Na pokazach prezentowane jest corocznie ponad 300 filmów wykonanych w najróżniejszych formach animacji, w tym retrospektywy, przeglądy tematyczne, premiery, projekcje z muzyką na żywo czy rzadko prezentowane dzieła pionierów animacji. Filmy pochodzą ze wszystkich kontynentów (w 2010 – ponad 600 filmów z 46 państw, m.in. RPA, Tajwan i Korea Południowa). W festiwalu pokazywane były produkcje takich twórców, jak: Julian Antoniusz, Gil Alkabetz, Ryszard Antoniszczak, Jurij Norsztein, Piotr Dumała, Gyorgy Kovasznai, Caroline Leaf, Daniel Szczechura i George Griffin. Festiwalowi towarzyszą warsztaty dla dorosłych (Animacja w Praktyce) i dzieci (Animator dla dzieci, Animator Jutra) oraz muzyka na żywo. Właśnie idea łączenia tych dwóch sztuk leżała u podstaw tworzenia festiwalu w 2008 (wystąpili tacy twórcy jak Kwartet Jorgi, Pogodno, Compagnia d'Arte Drummatica, Nik Phelps & The Sprocket Ensamble oraz Euphonium).
Sercem Animatora są konkursy: Międzynarodowy Konkurs Animowanych Filmów Krótkometrażowych, Międzynarodowy Konkurs Animowanych Filmów Pełnometrażowych, Międzynarodowy Konkurs Animowanych Seriali oraz Konkurs Polskich Filmów Animowanych.
Animator to także spotkania z twórcami, wystawy, performance, koncerty, warsztaty i wykłady. Wyróżnikiem poznańskiego festiwalu jest położenie akcentu na związki animacji z muzyką. Wielu projekcjom towarzyszy muzyka na żywo – od jazzowego trio, grupy rockowej, kolektywu DJ’skiego po orkiestrę symfoniczną. Program każdej edycji festiwalu prezentuje szerokie spektrum tematyczne, kulturowe i historyczne. Na festiwalu Animator prezentowane są nie tylko – zrealizowane w różnorodnych technikach – dzieła najnowsze i współczesne trendy kina animowanego, ale również bogaty dorobek historii i prehistorii kinematografii światowej.
Jednym z założycieli przedsięwzięcia i wieloletnim dyrektorem artystycznym (do 2022 roku) był Marcin Giżycki.
Od 2023 roku dyrektorką artystyczną Festiwalu Animator jest Adriana Prodeus.

## Kategorie konkursowe i nagrody
| Rok  | Nagrody                                                                                | Film                                                                     | Reżyser                                    | Kraj                        | Rok produkcji |
| ---- | -------------------------------------------------------------------------------------- | ------------------------------------------------------------------------ | ------------------------------------------ | --------------------------- | ------------- |
| 2008 | Grand Prix (Złoty Pegaz)                                                               | Madame Tutli-Putli                                                       | Chris Lavis i Maciek Szczerbowski          | Kanada                      | 2007          |
| 2008 | II Nagroda (Srebrny Pegaz)                                                             | Muto                                                                     | Blu                                        | Włochy                      | 2008          |
| 2008 | III Nagroda (Brązowy Pegaz)                                                            | Laska                                                                    | Michał Socha                               | Polska                      | 2008          |
| 2008 | Nagrody specjalne                                                                      |                                                                          |                                            |                             |               |
| 2008 | Nagroda Specjalna Jury                                                                 | Eletvonal (“Linia Życia”)                                                | Tomek Ducki                                | Węgry                       | 2007          |
| 2008 | Nagroda za Film o Tematyce Ekologicznej                                                | Veterinararsts (“Weterynarz”)                                            | Signe Baumane                              | Łotwa                       | 2007          |
| 2008 | Nagroda Dyrektorów Festiwalu Animator                                                  | Exit                                                                     | Grzegorz Koncewicz                         | Polska                      | 2006          |
| 2008 | Nagroda Dyrektorów Festiwalu ANIMATOR                                                  | Try Yangaly (“Trzy Anioły”)                                              | Yulia Rudiskaya                            | Białoruś                    | 2007          |
| 2008 | Wyróżnienia                                                                            |                                                                          |                                            |                             |               |
| 2008 | Za Scenariusz                                                                          | Štyri (“Cztery”)                                                         | Ivana Šebestová                            | Słowacja                    | 2008          |
| 2008 | Za Muzykę i Dźwięk                                                                     | Seemannstreue (“Oddanie Wilka Morskiego”)                                | Anna Kalus, muzyka: Florian Kappler        | Niemcy                      | 2008          |
| 2008 | Za Debiut                                                                              | Dokumanimo                                                               | Małgorzata Bosek                           | Polska                      | 2007          |
| 2008 | Za Film dla Dzieci                                                                     | Tôt ou tard                                                              | Jadwiga Kowalska                           | Szwajcaria                  | 2007          |
| 2009 | Grand Prix (Złoty Pegaz)                                                               | Eintritt zum Paradies um 3 € 20 („Wstęp Do Raju 3 € 20”)                 | Edith Stauber                              | Austria                     | 2008          |
| 2009 | II Nagroda Narodowego Instytutu Audiowizualnego (Srebrny Pegaz)                        | Chainsaw ("Piła Mechaniczna")                                            | Dennis Tupicoff                            | Australia                   | 2007          |
| 2009 | III Nagroda (Brązowy Pegaz)                                                            | Kaasasundinud kohustused (“Nieodłączna Powinność”)                       | Rao Heidmets                               | Estonia                     | 2008          |
| 2009 | Nagrody Specjalne                                                                      |                                                                          |                                            |                             |               |
| 2009 | Nagroda Specjalna za Film Muzyczny                                                     | Virus                                                                    | Robert Proch                               | Polska                      | 2009          |
| 2009 | Nagroda Specjalna za Film dla Dzieci                                                   | Gerald’s Last Day ("Ostatni Dzień Geralda”)                              | Justin & Shel Rasch                        | USA                         | 2009          |
| 2009 | Nagroda Publiczności                                                                   | La maison en petits cubes                                                | Kunio Kato                                 | Japonia                     | 2008          |
| 2010 | Grand Prix (Złoty Pegaz)                                                               | Ukryte                                                                   | Piotr Szczepanowicz                        | Polska                      | 2009          |
| 2010 | II Nagroda Narodowego Instytutu Audiowizualnego (Srebrny Pegaz)                        | Simon vagyok (“Jestem Simon”)                                            | Tunde Molnar                               | Węgry                       | 2009          |
| 2010 | III Nagroda (Brązowy Pegaz)                                                            | Big Bang Big Boom ("Wielkie Bum”)                                        | Blu                                        | Włochy                      | 2010          |
| 2010 | Nagrody Specjalne                                                                      |                                                                          |                                            |                             |               |
| 2010 | Nagroda Specjalna za Film Muzyczny/Muzykę                                              | Love & Theft ("Kochać I Kraść”)                                          | Andreas Hykade                             | Niemcy                      | 2010          |
| 2010 | Nagroda Specjalna za Film dla Dzieci                                                   | A trip to the seaside ("Wycieczka Nad Morze”)                            | Nina Bisyarina                             | Rosja                       | 2008          |
| 2010 | Nagroda Publiczności                                                                   | Big Bang Big Boom ("Wielkie Bum”)                                        | Blu                                        | Włochy                      | 2010          |
| 2010 | Wyróżnienia                                                                            |                                                                          |                                            |                             |               |
| 2010 | Specjalne Wyróżnienie Jury                                                             | Millhaven                                                                | Bartek Kulas                               | Polska                      | 2010          |
| 2010 | Specjalne Wyróżnienie Jury W Kategorii Filmu Dziecięcego                               | Zhila-bila mucha (“Była Sobie Mucha")                                    | Alena Oyatieva                             | Rosja                       | 2009          |
| 2011 | Grand Prix (Złoty Pegaz)                                                               | Sinna mann (“Gniewny Człowiek“)                                          | Anita Killi                                | Norwegia                    | 2009          |
| 2011 | II Nagroda Narodowego Instytutu Audiowizualnego (Srebrny Pegaz)                        | Baka!!                                                                   | Immanuel Wagner                            | Szwajcaria                  | 2010          |
| 2011 | III Nagroda (Brązowy Pegaz)                                                            | Crossed Sild                                                             | Lea Vidaković, Ivana Bošnjak               | Norwegia                    | 2010          |
| 2011 | Nagrody Specjalne                                                                      |                                                                          |                                            |                             |               |
| 2011 | Nagroda Specjalna za Film dla Dzieci                                                   | Chroniques de la poisse ("Bez Happy Endu”)                               | Osman Cerfon                               | Francja                     | 2010          |
| 2011 | Nagroda Publiczności                                                                   | Sinna mann (“Gniewny Człowiek“)                                          | Anita Killi                                | Norwegia                    | 2009          |
| 2012 | Grand Prix (Złoty Pegaz)                                                               | Ya videl kak mishy kota horonili (“Widziałem Jak Myszy Zakopywały Kota“) | Dmitry Geller                              | Rosja/Chiny                 | 2011          |
| 2012 | II Nagroda Narodowego Instytutu Audiowizualnego (Srebrny Pegaz)                        | Tussilago                                                                | Jonas Odell                                | Szwecja                     | 2010          |
| 2012 | III Nagroda (Brązowy Pegaz)                                                            | Le grand ailleurs et le petit ici ("Tutaj i Wielkie Gdzie Indziej”)      | Michèle Lemieux                            | Kanada                      | 2011          |
| 2012 | Nagrody Specjalne                                                                      |                                                                          |                                            |                             |               |
| 2012 | Nagroda Specjalna za Film Muzyczny/Muzykę                                              | Sunny Afternoon (("Słoneczne Popołudnie”))                               | Thomas Renoldner                           | Austria                     | 2012          |
| 2012 | Nagroda Stowarzyszenia Filmowców Polskich za Najlepszy Polski Film Krótkometrażowy     | Papierowe pudełko                                                        | Zbigniew Czapla                            | Polska                      | 2011          |
| 2012 | Nagroda Specjalna za Film Pełnometrażowy                                               | Droga na drugą stronę                                                    | Anca Damian                                | Rumunia/Polska              | 2011          |
| 2012 | Nagroda Publiczności                                                                   | Przewiniety Dzień ("Rew Day”)                                            | Svilen Dimitrov                            | Bułgaria                    | 2012          |
| 2022 | Grand Prix (Złoty Pegaz)                                                               | The Debutante                                                            | Elizabeth Hobbs                            | Wielka Brytania             | 222           |
| 2022 | II Nagroda (Srebrny Pegaz)                                                             | Bestia                                                                   | Hugo Covarrubias                           | Chile                       | 2021          |
| 2022 | III Nagroda (Brązowy Pegaz)                                                            | Steakhouse                                                               | Špela Čadež                                | Słowenia                    | 2021          |
| 2022 | Nagroda im. Wojciecha Juszczaka za Najlepszy Film Muzyczny/Muzykę                      | Great Wall of Poland / Wielki Mur Polski                                 | Aga Jarząb                                 | Polska                      | 2021          |
| 2022 | Nagroda za Najlepszy Film Studencki                                                    | Au revoir Jérôme! / Goodbye Jérôme!                                      | Gabrielle Selnet, Adam Sillard, Chloé Farr | Francja                     | 2021          |
| 2022 | Nagroda Specjalna Za Najlepszy Film Muzyczny / Muzykę                                  | Bird in the Peninsula                                                    | Atsushi Wada                               | Francja, Japonia            | 2022          |
| 2022 | Nagroda Publiczności Za Najlepszy Film Krótkometrażowy                                 | Loop                                                                     | Pablo Polledri                             | Hiszpania                   | 2021          |
| 2022 | Nagroda za Najlepszy Film Pełnometrażowy                                               | Przeżyć / Flee                                                           | Jonas Poher Rasmussen                      | Dania, Francja, Szwecja     | 2021          |
| 2022 | Nagroda Publiczności za Najlepszy Film Pełnometrażowy                                  | Bob Spit – We Do Not Like People                                         | Cesar Cabral                               | Brazylia                    | 2021          |
| 2022 | Nagroda za Najlepszy Serial Animowany                                                  | My Year of Dicks                                                         | Sara Gunnarsdóttir                         | USA                         | 2022          |
| 2022 | Nagroda Publiczności za Najlepszy Serial Animowany                                     | Poorly Drawn Lines – Episode 1: Bathroom Emergency                       | Matt Thompson                              | USA                         | 2021          |
| 2022 | Grand Prix (Złoty Animusz) – Nagroda Stowarzyszenia Filmowców Polskich                 | Figury niemożliwe i inne historie I                                      | Marta Pajek                                | Polska                      | 2021          |
| 2022 | II Nagroda (Srebrny Animusz)                                                           | SLOW LIGHT                                                               | Katarzyna Kijek i Przemysław Adamski       | Polska                      | 2022          |
| 2022 | III Nagroda (Brązowy Animusz)                                                          | To nie będzie film festiwalowy                                           | Julia Orlik                                | Polska                      | 2022          |
| 2022 | Wyróżnienie (Polski Konkurs Filmów Animowanych)                                        | Once there was a sea /Bolo raz jedno more…                               | Joanna Kozuch                              | Polska, Słowacja            | 2021          |
| 2022 | Nagroda Publiczności za Najlepszy Polski Film Animowany                                | The Bridge                                                               | Izumi Yoshida                              | Polska                      | 2022          |
| 2022 | Nagroda Wolontariuszy za Najlepszy Film Festiwalu                                      | The 2 Shoes”/ „Les 2 souliers                                            | Paul Driessen                              | Francja                     | 2021          |
| 2023 | Grand Prix (Złoty Pegaz)                                                               | Armat                                                                    | Elodie Dermange                            | Szwajcaria                  | 2022          |
| 2023 | II Nagroda (Srebrny Pegaz)                                                             | Ice Merchants                                                            | João Gonzalez                              | Portugalia                  | 2022          |
| 2023 | III Nagroda (Brązowy Pegaz)                                                            | Dog – Apartment                                                          | Priit Tender                               | Estonia                     | 2022          |
| 2023 | Nagroda im. Wojciecha Juszczaka za Najlepszy Film Muzyczny/Muzykę                      | Amok                                                                     | Balázs Turai                               | Węgry                       | 2022          |
| 2023 | Nagroda im. Marcina Giżyckiego za Najlepszy Film Studencki                             | Dance my doll                                                            | Jasmijn Kooijman                           | Szwecja                     | 2022          |
| 2023 | Nagroda Publiczności za Najlepszy Film Krótkometrażowy                                 | Ice Merchants                                                            | João Gonzalez                              | Portugalia                  | 2022          |
| 2023 | Nagroda za Najlepszy Film Pełnometrażowy                                               | PERLIMPS                                                                 | Alê Abreu                                  | Brazylia                    | 2022          |
| 2023 | Wyróżnienie (Międzynarodowy Konkurs Filmów Pełnometrażowych)                           | No Dogs Or Italians Allowed                                              | Alain Ughetto                              | Francja                     | 2022          |
| 2023 | Nagroda Publiczności za Najlepszy Film Pełnometrażowy                                  | PERLIMPS                                                                 | Alê Abreu                                  | Brazylia                    | 2022          |
| 2023 | Nagroda za Najlepszy Serial Animowany                                                  | Fail in Love                                                             | Cécile Rousset, Romain Blanc-Tailleur      | Francja                     | 2022          |
| 2023 | Wyróżnienie (Międzynarodowy Konkurs Animowanych Seriali)                               | Wetsitales: The Hawk and the Hen                                         | Jade Dandan Evangelista                    | Filipiny                    | 2022          |
| 2023 | Nagroda Publiczności za Najlepszy Serial Animowany                                     | ANIMANIMALS: T-Rex                                                       | Julia Ocker                                | Niemcy                      | 2022          |
| 2023 | Nagroda Jury Dziecięcego za Najlepszy Serial Animowany                                 | Bajka na Krańcu Świata                                                   | Kacper Zamarło                             | Polska                      | 2022          |
| 2023 | Wyróżnienie Jury Dziecięcego                                                           | ANIMANIMALS: T-Rex                                                       | Julia Ocker                                | Niemcy                      | 2022          |
| 2023 | Grand Prix (Złoty Animusz) – Nagroda Prezydenta Miasta Poznania                        | Takie cuda się zdarzają                                                  | Barbara Rupik                              | Polska                      | 2023          |
| 2023 | II Nagroda (Srebrny Animusz)                                                           | Smell of the ground                                                      | Olivia Rosa                                | Polska                      | 2023          |
| 2023 | III Nagroda (Brązowy Animusz)                                                          | Koniunkcja                                                               | Marta Magnuska                             | Polska                      | 2022          |
| 2023 | Wyróżnienie (Polski Konkurs Filmów Animowanych)                                        | W lesie są ludzie                                                        | Szymon Ruczyński                           | Polska                      | 2023          |
| 2023 | Nagroda Publiczności za Najlepszy Polski Film Animowany                                | Brak                                                                     | Paweł Prewencki                            | Polska                      | 2023          |
| 2023 | Nagroda Wolontariuszy za Najlepszy Film Krótkometrażowy                                | Dog – Apartment                                                          | Priit Tender                               | Estonia                     | 2022          |
| 2024 | Grand Prix (Złoty Pegaz)                                                               | Joko                                                                     | Izabela Plucińska                          | Polska, Czechy, Niemcy      | 2024          |
| 2024 | II Nagroda (Srebrny Pegaz)                                                             | Eeva                                                                     | Lucija Mrzljak, Morten Tšinako             | Estonia                     | 2022          |
| 2024 | III Nagroda (Brązowy Pegaz)                                                            | Zima / Winter                                                            | Tomek Popakul, Kasumi Ozeki                | Polska                      | 2023          |
| 2024 | Specjalne Wyróżnienie w Konkursie Krótkometrażowym Międzynarodowym                     | Wander to Wonder                                                         | Nina Gantz                                 | Niderlandy, Francja, Belgia | 2023          |
| 2024 | Grand Prix (Złoty Animusz) – Nagroda Prezydenta Miasta Poznania                        | Outside                                                                  | Izabela Plucińska                          | Polska                      | 2023          |
| 2024 | II Nagroda (Srebrny Animusz)                                                           | Martyr's Guidebook                                                       | Maksymilian Rzontkowski                    | Polska                      | 2023          |
| 2024 | III Nagroda (Brązowy Animusz)                                                          | Zima / Winter                                                            | Tomek Popakul, Kasumi Ozeki                | Polska                      | 2023          |
| 2024 | Wyróżnienie (Polski Konkurs Filmów Animowanych)                                        | Ziemniaki / Potatoes                                                     | Marcin Podolec                             | Polska                      | 2023          |
| 2024 | Nagroda za Najlepszy Film Pełnometrażowy                                               | The Missing / Iti Maupukpukaw                                            | Carl Joseph E. Papa                        | Filipiny                    | 2023          |
| 2024 | Wyróżnienie (Międzynarodowy Konkurs Filmów Pełnometrażowych)                           | Pelikan Blue / Kek Pelikan                                               | László Csáki                               | Węgry                       | 2023          |
| 2024 | Nagroda za Najlepszy Serial Animowany                                                  | The Rise of Blus: A Nouns Movie                                          | Billy Dao, Jamie Chung                     | USA                         | 2023          |
| 2024 | Wyróżnienie (Międzynarodowy Konkurs Animowanych Seriali)                               | Star Wars: Visions - I Am Your Mother                                    | Magdalena Osińska                          | USA                         | 2023          |
| 2024 | Open Call ARTIFICIAL EMPATHY                                                           | The Looking Game                                                         | Ann Upton                                  | Wielka Brytania             | 2023          |
| 2024 | Nagroda Jury Dzieci                                                                    | The Sound Collector - Panning for Sound                                  | Chris Tichborne                            | Wielka Brytania             | 2023          |
| 2024 | Wyróżnienie (Jury Dzieci)                                                              | Samuel                                                                   | Emilie Tronche                             | Francja                     | 2023          |
| 2024 | Nagroda im. Wojciecha Juszczaka za Najlepszy Film Muzyczny/Muzykę                      | Triangle of Darkness                                                     | Marie-Noëlle Moreau Robidas                | Kanada                      | 2023          |
| 2024 | Nagroda im. Marcina Giżyckiego za Najlepszy Film Studencki                             | Crab Day                                                                 | Ross Stringer                              | Wielka Brytania             | 2023          |
| 2024 | Nagroda Publiczności Za Najlepszy Film Krótkometrażowy                                 | A Kind of Testament / Un Genre de Testament                              | Stephen Vuillemin                          | Francja                     | 2023          |
| 2024 | Nagroda Publiczności za Najlepszy Film Pełnometrażowy                                  | Pelikan Blue / Kék Pelikán                                               | László Csáki                               | Węgry                       | 2023          |
| 2024 | Nagroda Publiczności za Najlepszy Serial Animowany                                     | Smiling Friends (s02e03)                                                 | Michael Cusack, Zach Hadel                 | Australia                   | 2024          |
| 2024 | Nagroda Publiczności za Najlepszy Film Polski Krótkometrażowy                          | Panie Profesorze! / Mister Professor!                                    | Dominika Tkaczyk                           | Polska                      | 2023          |
| 2025 | Grand Prix za Najlepszy Film Krótkometrażowy – Złoty Pegaz                             | Autokar                                                                  | Sylwia Szkiłądź                            | Belgia, Francja             | 2025          |
| 2025 | II nagroda za Najlepszy Film Krótkometrażowy – Srebrny Pegaz                           | Ordinary Life                                                            | Yoriko Mizushiri                           | Francja, Japonia            | 2025          |
| 2025 | III nagroda za Najlepszy Film Krótkometrażowy – Brązowy Pegaz                          | Shadows                                                                  | Rand Beiruty                               | Jordania                    | 2024          |
| 2025 | Grand Prix Konkursu Polskiego – Złoty Animusz                                          | The Pool or Death of a Goldfish / Basen albo śmierć złotej rybki         | Daria Kopiec                               | Polska                      | 2025          |
| 2025 | II nagroda w Konkursie Polskim – Srebrny Animusz                                       | Tears / Rozdarcia                                                        | Paulina Ziółkowska                         | Polska                      | 2025          |
| 2025 | III nagroda w Konkursie Polskim – Brązowy Animusz                                      | Can You Hear Me? / Czy Ty mnie słyszysz?                                 | Anastazja Naumenko                         | Polska                      | 2024          |
| 2025 | Nagroda za Najlepszy Film Pełnometrażowy                                               | Boys Go to Jupiter                                                       | Julian Glander                             | USA                         | 2024          |
| 2025 | Wyróżnienie w Konkursie Filmów Pełnometrażowych                                        | Olivia & the Clouds                                                      | Tomás Pichardo Espaillat                   | Dominikana                  | 2024          |
| 2025 | Nagroda za Najlepszy Serial Animowany                                                  | A Pain in the Butt                                                       | Elena Walf                                 | Niemcy                      | 2024          |
| 2025 | Wyróżnienie w Konkursie Animowanych Seriali                                            | One Minute Movies: Danger Island                                         | Nicolas Mahler, Stefan Holaus              | Austria, Szwajcaria         | 2025          |
| 2025 | Nagroda za Najlepszy Serial od Jury Młodych                                            | Flo Pigeons                                                              | Qieer Wang                                 | USA                         | 2024          |
| 2025 | Wyróżnienie w Konkursie Seriali od Jury Młodych                                        | A Pain in the Butt                                                       | Elena Walf                                 | Niemcy                      | 2024          |
| 2025 | Open Call „Rotamina – chemia w nas” – Nagroda za Wizjonerstwo                          | Ordinary Life                                                            | Yoriko Mizushiri                           | Francja, Japonia            | 2025          |
| 2025 | Specjalne Wyróżnienie Jury w Konkursie Tematycznym Open Call „Rotamina – chemia w nas” | And don’t call me crazy / I nie mów o mnie wariat                        | Dorota Skupniewicz                         | Polska                      | 2024          |
| 2025 | Nagroda im. Wojciecha Juszczaka za muzykę                                              | Fish River Anthology                                                     | Veera Lamminpää                            | Finlandia                   | 2024          |
| 2025 | Nagroda im. Marcina Giżyckiego za Najlepszy Film Studencki                             | It’s Just A Whole                                                        | Bianca Scali                               | Niemcy                      | 2023          |
| 2025 | Nagroda Publiczności dla Najlepszego Filmu Pełnometrażowego                            | Black Butterflies / Mariposas Negras                                     | David Baut                                 | Panama, Hiszpania           | 2024          |
| 2025 | Nagroda Publiczności dla Najlepszego Filmu Krótkometrażowego                           | Autokar                                                                  | Sylwia Szkiłądź                            | Belgia, Francja             | 2025          |

Źródło

## Edycje festiwalu Animator
- 1. Międzynarodowy Festiwal Filmów Animowanych, 07-12.07.2008
- 2. Międzynarodowy Festiwal Filmów Animowanych, 06-11.07.2009
- 3. Międzynarodowy Festiwal Filmów Animowanych, 12- 17.07.2010
- 4. Międzynarodowy Festiwal Filmów Animowanych, 15-21.07.2011
- 5. Międzynarodowy Festiwal Filmów Animowanych, 13-19.07.2012
- 6. Międzynarodowy Festiwal Filmów Animowanych, 13-19.07.2013
- 7. Międzynarodowy Festiwal Filmów Animowanych, 11-17.07.2014
- 8. Międzynarodowy Festiwal Filmów Animowanych, 10-16.07.2015
- 9. Międzynarodowy Festiwal Filmów Animowanych, 8-14.07.2016
- 10. Międzynarodowy Festiwal Filmów Animowanych, 7-13.07.2017
- 11. Międzynarodowy Festiwal Filmów Animowanych, 6-12.07.2018
- 12. Międzynarodowy Festiwal Filmów Animowanych, 5-11.07.2019
- 13. Międzynarodowy Festiwal Filmów Animowanych, 3-9.10.2020 (Poznań | online)
- 14. Międzynarodowy Festiwal Filmów Animowanych, 9-15.07.2021 (Poznań | online)
- 15. Międzynarodowy Festiwal Filmów Animowanych, 8-15.07.2022 (Poznań), 16-21.07.2022 (online)
- 16. Międzynarodowy Festiwal Filmów Animowanych, 21-25.06.2023 (Poznań), 26-30.06.2023 (online)
- 17. Międzynarodowy Festiwal Filmów Animowanych, 25-30.06.2024
- 18. Międzynarodowy Festiwal Filmów Animowanych, 5-13.07.2025
- 19. Międzynarodowy Festiwal Filmów Animowanych, planowany jest w terminie 4-12.07.2026

Źródło